# Chaoyangsaurus
Chaoyangsaurus ist eine Gattung der Vogelbeckensaurier (Ornithischia) aus der Gruppe der Ceratopsia. Er zählt zu den älteren und urtümlicheren Vertretern dieser Gruppe.

## Merkmale
Von Chaoyangsaurus sind bislang nur Teile des Schädels und vereinzelte Knochen des Körperskeletts bekannt. Es war ein kleiner, vermutlich 1 bis 2 Meter langer Dinosaurier. Der Rostralknochen (an der Spitze des Oberkiefers) und die weit ausladende Wangenregion lassen die Zugehörigkeit zu den Ceratopsia erkennen. Einige Merkmale glichen denen von Psittacosaurus, dem Chaoyangsaurus vermutlich ähnelte. Unterschiede zu dieser Gattung liegen im größeren Kopf, einem kielförmigen Praedentale (der vorderste Knochen des Unterkiefers) und in den Zähnen des Zwischenkieferbeins (Praemaxillare), die gerade und annähernd zylinderförmig waren. Die Zähne des Oberkiefers waren meißelförmig, wie alle Ceratopsia war Chaoyangsaurus Pflanzenfresser.

## Entdeckung und Datierung
Die fossilen Überreste von Chaoyangsaurus wurden in der Tuchengzi-Formation in der chinesischen Provinz Liaoning entdeckt. Schon vor der Erstbeschreibung wurde dieser Dinosaurier seit Anfang der 1980er-Jahre in verschiedenen Werken erwähnt, unter den Bezeichnungen Chaoyoungosaurus und Chaoyangosaurus, die heute als ungültige nomina nuda gelten. Die formelle Erstbeschreibung erfolgte durch Zhao Xijin et al. im Jahr 1999. Der Gattungsname leitet sich von der Stadt Chaoyang ab. Typusart und einzig bekannte Art ist C. youngi, das Artepitheton ehrt den bekannten chinesischen Paläontologen C. C. Young. Die Funde werden in den Oberjura (Tithonium) auf ein Alter von etwa 152 bis 145 Millionen Jahre datiert, könnten eventuell aber auch aus der frühesten Kreidezeit stammen.

## Systematik
Chaoyangsaurus wird zusammen mit dem 2006 beschriebenen Xuanhuaceratops und dem 2015 beschriebenen Hualianceratops in die Familie Chaoyangsauridae eingeordnet, die zu den basalen Vertretern der Ceratopsia gerechnet werden. Die genaue systematische Stellung innerhalb dieser Dinosauriergruppe ist umstritten. You & Dodson (2004) sehen Chaoyangsaurus als basalsten Vertreter der Neoceratopsia und damit höher entwickelt als die Psittacosauridae. Zhao et al. (2006) hingegen, die Erstbeschreiber von Xuanhuaceratops, sehen diesen und Chaoyangsaurus, als urtümlicher als die Psittacosauridae an.